# Prieuré de Saint-Marcel-lès-Sauzet
Le prieuré de Saint-Marcel-lès-Sauzet est une église romane située sur le territoire de la commune de Saint-Marcel-lès-Sauzet dans le département français de la Drôme et la région Auvergne-Rhône-Alpes.

## Historique
Le 27 juin 985, Lambert et son épouse, Falectrude (Falectrudis), font dans un lieu nommé alors Salciaco, un don en faveur des moines bénédictins Audoin et Durand du lieu de Saint-Marcel appelé Félines (locus beati Marcelli que decitur Fellinis) pour y reconstruire un monastère,. Leurs deux fils, Ademar/Aimar et Lambert sont mentionnés,.
Le comte Ademar/Aimar, fils et successeur de Lambert, confirme cette donation en avant mars 1037,. Il cède le monastère pour en faire un prieuré clunisien. Plusieurs biens appartenant à l'abbaye de Cluny dans les environs lui sont progressivement rattachés : Saint-Jean d'Autichamp, Saint-Étienne d'Espeluche, Notre-Dame du Plan-de-Baix, Saint-Bonnet de Puygiron, Saint-Front de Roynac. 
L'église de Saint-Marcel-lès-Sauzet a été édifiée dans la seconde moitié du XIIe siècle.
Au XIIIe siècle, il y a six moines au monastère.
D'après Gallia Christiana, l'église aurait été donnée à des chanoines réguliers en 1165. Cette affirmation est en contradiction avec le fait que des visiteurs de l'abbaye de Cluny signalent en 1293 que les cloîtres, le dortoir, l'église et le clocher sont en mauvais état.
En 1491, Jacques d'Amboise, abbé de Cluny, devient également prieur de Saint-Marcel.
En 1791 les biens ecclésiastiques sont vendus. La chapelle prieurale est rétrocédée afin de servir d'église paroissiale. En 1862 les Maristes achètent les bâtiments conventuels et contribuent à la restauration de l'église.
En 1877, on a trouvé en déblayant le sol pour le ramener à son niveau primitif un autel chrétien qui semble dater du VIIIe siècle.
Elle fait l'objet d'un classement au titre des monuments historiques depuis 1846.
La galerie sud du cloître, datant du XVIIe ou du XVIIIe siècle, fut détruite à la fin du XXe siècle, lors de l'aménagement des bâtiments en appartements.

## Architecture
L'ensemble , très homogène, correspond au travail d'un même chantier, qu'il est possible de situer à la première moitié du XIIIe siècle.
L'église se compose d'une nef assez large de trois travées flanquée de bas-côtés donnant sur un transept, prolongé par un chœur d'une travée donnant sur une abside encadrée de deux absidioles.
La nef est couverte d'une voûte en berceau brisé sous-tendu par des doubleaux. Les bas-côtés sont couverts de berceau rampant. Le collatéral nord est aveugle. Le collatéral sud possède trois fenêtres.
La croisée du transept est couverte par une coupole octogonale dont les trompes sont décorées des symboles des évangélistes. Les quatre murs de la croisée du transept supportant la coupole communiquent avec la nef, le chœur et bras du transept par des baies géminées retombant sur des colonnes dont les impostes sont décorées de fines moulures. Elle supporte un clocher à deux niveaux étaient à l'origine plus élevée. Sa toiture, qui date du XVIIIe siècle, correspond probablement à une réduction de la hauteur.
L'église Saint-Marcel est une église de transition de style roman provençal où sont respectées les règles romaines de la division en tiers entre la colonne et le pilastre. Elle intègre des éléments qui sont extérieur à ce style comme le tambour de coupole ajouré et les colonnes engagées supportant directement la retombée de l'arc marquant l'abandon de la règle antique de l'entablement.
Le portail de la façade occidentale date du XIIIe siècle.